# Ein Walzer im Schlafcoupé
Ein Walzer im Schlafcoupé è un film del 1930 diretto da Fred Sauer.

## Produzione
Il film fu prodotto dalla Aco-Film.

## Distribuzione
Il film fu distribuito per aree regionali: nella zona di Berlino, Düsseldorf e Amburgo, fu distribuito dalla Albö-Film GmbH; in quella di Dresda dalla Siegel-Monopolfilm; ad Amburgo, dalla Hertho-Filmverleih.